# Partiranno
Partiranno è un romanzo fantascientifico del 1986 dell'autrice italiana Luce d'Eramo.

## Trama
L'agente dei servizi segreti italiani Carlo Ramati riceve dal suo superiore Defarri delle fotografie provenienti dai Servizi segreti statunitensi, che mostrerebbero degli alieni assieme ad alcuni membri di una famiglia romana attiva in campo scientifico, ed è incaricato d'investigare sull'argomento. Ramati s'introduce quindi in casa della zoologa Paola Rodi, una delle persone ritratte nella foto, e ne sottrae dei vecchi quaderni d'appunti. Inizia a leggerli e trova conferma delle supposizioni: fin dal 1963 la Rodi e i suoi famigliari (tra i quali in particolare la cognata Isabella e il nipote Guido) sono in rapporti con quello che in un primo tempo era sembrato uno strano animaletto, mentre è un alieno di nome Nacolden, che hanno soprannominato Soññolo, Sònnolo o Ssò e del quale hanno osservato la  fisiologia – in primis la sua capacità di cambiare dimensioni, ingrandendosi a statura umana e restringendosi in personcina – fino a trovare il modo di comunicare con lui.
Per saperne di più, Ramati tenta un abboccamento con la Rodi presentandosi come un esponente di un nuovo movimento ecologista, i Verdi dello Spazio, e continua a leggere i quaderni. Scopre così che Sònnolo non si nutre come i terrestri, ma aspira le sostanze nutritive tramite il naso; che respira attraverso i peli, che l'umidità gli nuoce e che è in grado di trasmettere immagini col pensiero. Nel 1964 Paola Rodi si accorge che l'ha raggiunto anche un'extraterrestre di sesso femminile, Tereaz, che chiama "la Signora Eterea", a cui poi si aggiunge un terzo, Eonai, tutti dall'aspetto esteriore differente. Negli anni Settanta  i tre lasciano Roma per recarsi a Parigi, presso la zoologa francese Josée Derien.
Defarri, da parte sua, si vede con Frankie, il suo contatto nei servizi segreti statunitensi, per discutere del caso degli alieni. Frankie sostiene che devono aver avuto dei rapporti con gli extraterrestri sia il cosmonauta sovietico Kapenski sia l'imprenditore italoamericano Dàgoli, che ha organizzato un "circo spaziale" per far vivere alle persone comuni delle esperienze simili a quelle degli astronauti grazie alle consulenze di un misterioso individuo che risponde al nome di Ted Prèsi e che potrebbe essere egli stesso un alieno.
Al suo ritorno in Italia, Defarri si confronta con Ramati e scopre che questi non gli ha passato subito tutte le informazioni di cui era in possesso, preferendo tenerle per sé per approfondire meglio. Minaccia quindi di escluderlo dalle operazioni successive; comunque vanno insieme a spiare gli alieni il giorno in cui, secondo le intercettazioni, sono attesi in casa di Paola Rodi. Ramati è però scoperto da Guido e deve fuggire per non essere smascherato; Defarri decide allora di stringere i tempi per il piano di cattura degli alieni, che viene messo in opera qualche giorno dopo, quando Paola Rodi e Josée Derien si recano in auto fuori città. Dopo che la 126 delle zoologhe è stata fermata dalle auto della polizia, la Rodi ha una reazione brusca per far fuggire gli alieni e un agente le spara uccidendola, mentre Nacolden, Tereaz ed Eonai riescono a volare via. Per coprire il tutto, i servizi segreti inscenano un'operazione antidroga finita male.
Defarri racconta a Frankie il fallimento dell'operazione e insieme ascoltano Dàgoli, anch'egli a Roma in quei giorni. Dàgoli spiega che sta cercando Prèsi, del quale non ha notizie da diverso tempo: trovarlo diventa quindi prioritario perché per suo tramite si potrebbe risalire agli alieni. Defarri incarica Ramati di cercarlo a New York, poiché sospetta che si nasconda là. Ramati visita assieme alla spia statunitense Bill il Circo Spaziale di Dàgoli e nei giorni successivi, travestito da afroamericano, cerca Ted Prèsi a Harlem. Riesce a trovarlo in un edificio abbandonato usato come ricovero dai senzatetto e mentre discutono, tenta di catturarlo; ma nella colluttazione Presi costringe Ramati a rivolgere verso di sé la pistola, che risulta caricata per errore con una fiala di cianuro, anziché di narcotico: Ramati resta ucciso sul colpo.
Intanto a Roma, dopo che l'uccisione di Paola Rodi è stata dichiarata un tragico errore e alla zoologa sono stati offerti dei funerali di stato, il lavoro di spionaggio è proseguito da Defarri e dall'agente Biscardo. Esaminando delle altre carte della Rodi apprendono delle teorie formulate da Josée sull'evoluzione degli alieni del pianeta Nnoberavez (sarebbero in grado d'inglobare nei loro geni il DNA di altre specie , e ciò giustificherebbe la loro grande variabilità morfologica; inoltre, a differenza del senso comune degli esseri umani, hanno una concezione unitaria dello spazio-tempo, che sfruttano per i loro viaggi spaziali) e capiscono che essi hanno in programma di ripartire. Vi leggono anche una storia di fantasia, intitolata Il sogno dei marziani, dove si immaginano le conseguenze a lungo termine della vita di coloni umani sul pianeta Marte.
Biscardo sorveglia gli amici di Paola Rodi che, di notte, seppelliscono in un luogo isolato l'urna con le ceneri della defunta, e appena se ne sono andati dissotterra accanto ad essa un'altra cassetta contenente le spoglie di un alieno, che comprende essere Lotemar, quello che secondo le intercettazioni si sarebbe trovato su un'astronave orbitante attorno a Marte.
Davanti al generale a capo dei servizi segreti, Defarri e Biscardo espongono i progressi delle loro indagini e Biscardo esibisce quanto resta di Lotemar. Ricevono la notizia che Ramati è morto a New York e Defarri, sospeso dall'incarico per aver tenuto troppo a lungo per sé i dati in cui era in possesso, si chiude in casa perdendosi in elucubrazioni sulle future mosse degli alieni, mentre i Servizi sono in fibrillazione perché Tereaz è stata vista a Leningrado.

## Personaggi

### Alieni (Nnoberavezi)
NB. I primi tre sono detti "I Signori" dagli umani che li ospitano clandestinamente.
- Nacolden, detto Soññolo, Sònnolo e Ssò: il primo degli alieni ad apparire. È caratterizzato da lunghe orecchie pendule che usa per volare. Comunica preferibilmente tramite psico-rappresentazioni, ma a volte usa anche le corde dei vocali di alcuni umani per esprimersi in lingue umane.
- Tereaz, detta la Signora Eterea: aliena che comunica preferibilmente attraverso le forme assunte dai suoi baffi.
- Eonai: il terzo degli alieni ad apparire. Non è interessato a entrare in contatto con gli esseri umani, preferendo dedicarsi agli animali.
- Soròsc: alieno che compare nelle intercettazioni alla fine della vicenda. A scopo conoscitivo, ha modificato la sua mente introducendovi la dissociazione tra spazio e tempo caratteristica della mente umana, e per questo i complanetari lo definiscono "umanante": teme che ciò possa influenzare negativamente il suo modo di pensare, allontanandolo troppo da quello dei suoi simili.
- Lotemar: alieno che si è rifugiato in un'astronave in orbita, da dove studia il Sole; evita gli umani da cui una volta è stato aggredito. Sofferente da lungo tempo per le condizioni di vita nel sistema solare, muore a Roma dopo un tentativo fallito di rigenerarsi, e il suo cadavere è ritrovato da Biscardo.
- Ted Prèsi: alieno che modificando faticosamente la propria struttura fisica ha assunto un corpo approssimativamente umano, con organi interni e fisiologia quanto più possibile idonei a vivere sulla Terra, ed è per questo definito "terrestrante".[2] La sua identità ufficiale è di un italo-canadese naturalizzato congolese.

### Umani
- Carlo Ramati, nome operativo Cesare: ex ufficiale della marina militare italiana, poi entrato nei servizi segreti, trentasettenne nel 1985.
- Velio Defarri, nome operativo Winnie: superiore di Ramati. Ha vissuto ed esercitato per molti anni a Mosca.
- Alfio Biscardo, nome operativo Aurelio: collega di Ramati.
- Frankie: agente segreto statunitense, amico di Defarri.
- Bill: agente segreto statunitense, subordinato di Frankie.
- Paola Rodi: zoologa, cinquantaduenne nel 1985.
- Isabella Livoni Rodi: fisiologa, sessantaduenne nel 1985, è la cognata di Paola.
- Luciano Rodi: marito d'Isabella, medico, è il fratello maggiore di Paola.
- Guido Rodi: figlio dei precedenti. Nel 1985 ha 37 anni ed è giornalista.
- Roberta Rodi: sorella di Guido, nel 1985 sposata e residente in Australia .
- Walter: biologo, fidanzato di Paola Rodi nel 1963.
- Linda Garasini: amica di Guido e Roberta, loro compagna di scuola nel 1963.
- Lena Jesdà: compagna di Guido Rodi.
- Leonardo Deviti: scienziato amico dei Signori e marito di Linda Garasini.
- Josée Derien: zoologa francese, amica e collega di Paola. Milita nel PCF.
- Aldwiss Dàgoli: imprenditore italoamericano, creatore del Circo Spaziale grazie alla consulenza di Ted Prèsi.
- Suor Lina, detta Sorlì: suora italiana che forse è stata in rapporti con Nacolden e Tereaz prima dei Rodi e che ha trovato il sistema per rigenerare i loro peli. Nel 1968 ha 50 anni e si trova in un convento di Königstein im Taunus, in Germania occidentale.

## Edizioni
- Partiranno, collana Omnibus, Milano, Mondadori, 1986.
- Partiranno, Milano, Club degli Editori, 1986.
- Partiranno, collana Oscar narrativa, n. 1676, Milano, Mondadori, 1998, ISBN 88-04-44835-0.
- Partiranno, collana Comete, con prefazione di Giorgio Parisi, Milano, Feltrinelli, 2023, ISBN 978-88-07-53042-5.

## Riconoscimenti
Nell'edizione 1987 del Premio Italia il romanzo entrò nella cinquina finale della categoria "Romanzi".